# Ступаковка
Ступаковка (укр. Ступаківка) — село,
Ступаковский сельский совет,
Ичнянский район,
Черниговская область,
Украина.
Код КОАТУУ — 7421788601. Население по переписи 2001 года составляло 283 человека .
Является административным центром Ступаковского сельского совета, в который, кроме того, входит село 
Зинченково.

## Географическое положение
Село Ступаковка находится на правом берегу реки Смош,
выше по течению на расстоянии в 1,5 км расположено село Иржавец,
ниже по течению на расстоянии в 0,5 км расположено село Зинченково.
По селу протекает пересыхающий ручей с запрудой.

## История
- Село Ступаковка с 1649 по 1781 года входило в состав Иваницкой сотни Прилуцкого полка Гетманщины.
- Есть на карте 1787 года[2]
- В 1862 году в селе владельческом и козачем Ступаковка (Ступаково) была церковь и 125 дворов где проживало 646 человек (306 мужского и 340 женского пола)[3]
- В 1911 году в селе Ступаковка была Покровская[4] церковь, церковно-приходская школа и 997 жителей (531 мужского и 466 женского пола)[5]

## Экономика
- «Ступаковка», кооператив.

## Объекты социальной сферы
- Школа I ст.